# Open Web Application Security Project

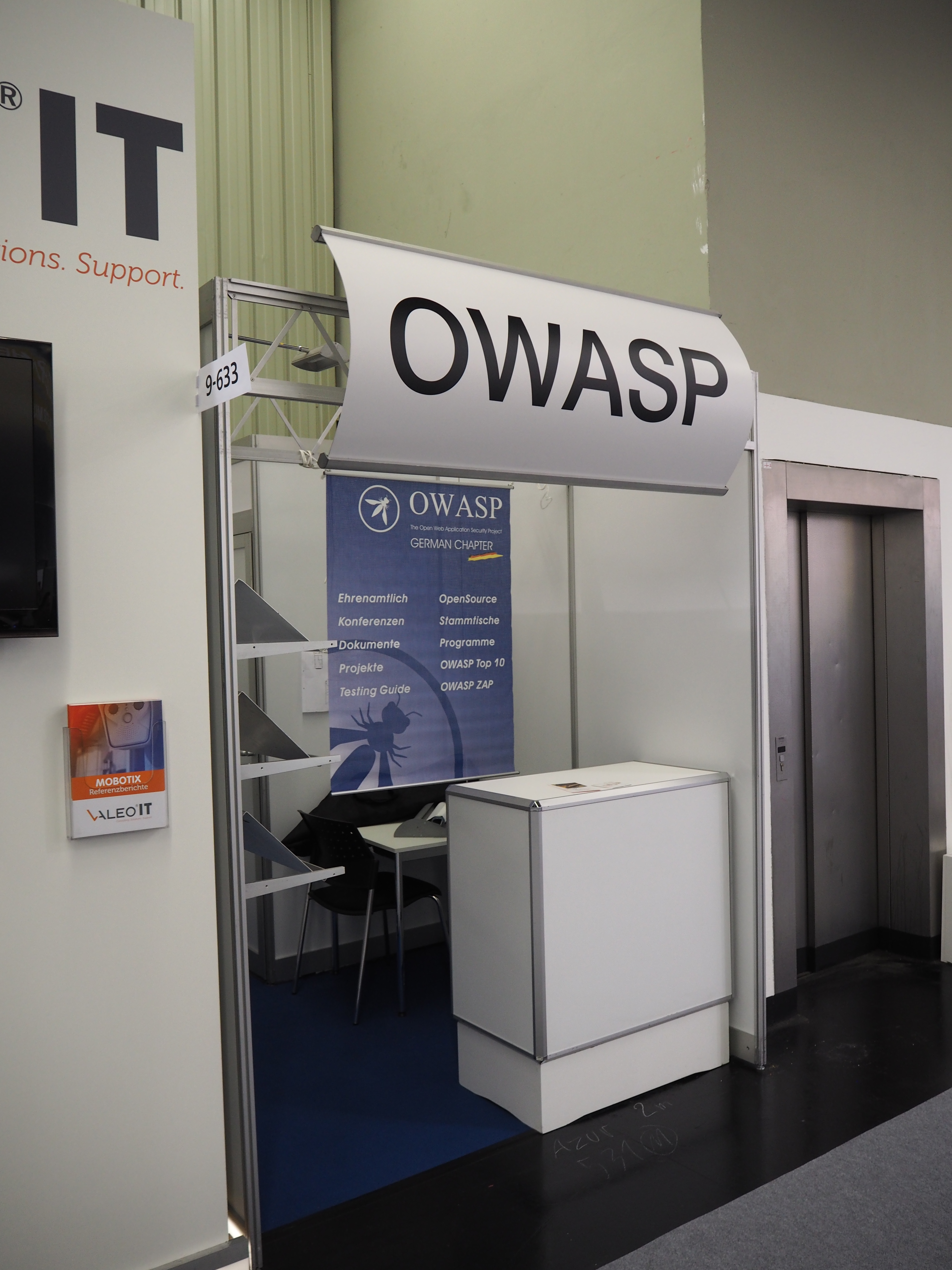
Puesto de OWASP en la feria it-sa 2017.

OWASP (acrónimo de Open Web Application Security Project, en inglés ‘Proyecto abierto de seguridad de aplicaciones web’) es un proyecto de código abierto dedicado a determinar y combatir las causas que hacen que el software sea inseguro.
La Fundación OWASP es un organismo sin ánimo de lucro que apoya y gestiona los proyectos e infraestructura de OWASP. La comunidad OWASP está formada por empresas, organizaciones educativas y particulares de todo mundo. Juntos constituyen una comunidad de seguridad informática que trabaja para crear artículos, metodologías, documentación, herramientas y tecnologías que se liberan y pueden ser usadas gratuitamente por cualquiera. OWASP no está afiliado a ninguna compañía tecnológica, si bien apoya el uso informado de tecnologías de seguridad. OWASP recomienda enfocar la seguridad de aplicaciones informáticas considerando todas sus dimensiones: personas, procesos y tecnologías.[cita requerida]
Los documentos con más éxito de OWASP incluyen la Guía OWASP y el ampliamente adoptado documento de autoevaluación OWASP Top 10. Las herramientas OWASP más usadas incluyen el entorno de formación WebGoat, la herramienta de pruebas de penetración WebScarab y las utilidades de seguridad para entornos .NET OWASP DotNet. OWASP cuenta con unos 50 capítulos locales por todo el mundo y miles de participantes en las listas de correo del proyecto. OWASP ha organizado la serie de conferencias AppSec para mejorar la construcción de la comunidad de seguridad de aplicaciones web.

## Proyectos
Los proyectos OWASP se dividen en dos categorías principales: proyectos de desarrollo y proyectos de documentación.
Los proyectos de documentación actuales son:
- Guía OWASP – Un enorme documento que proporciona una guía detallada sobre la seguridad de las aplicaciones web.
- OWASP Top 10 – Documento de alto nivel que se centra sobre las vulnerabilidades más críticas de las aplicaciones web.
- Métricas – Un proyecto para definir métricas aplicables de seguridad de aplicaciones web.
- Legal – Un proyecto para ayudar a los vendedores y compradores de software a negociar adecuadamente los aspectos de seguridad en sus contratos.
- Guía de pruebas – Una guía centrada en la prueba efectiva de la seguridad de aplicaciones web.
- ISO 17799 – Documentos de apoyo para organizaciones que realicen revisiones ISO 17799.
- AppSec FAQ – Preguntas y respuestas frecuentes sobre seguridad de aplicaciones web.

Los proyectos de desarrollo incluyen:
- WebScarab – Una aplicación de chequeo de vulnerabilidades de aplicaciones web incluyendo herramientas proxy.
- Filtros de validación (Stinger para J2EE, filters para PHP) – Filtros genéricos de seguridad perimetral que los desarrolladores pueden usar en sus propias aplicaciones.
- WebGoat – Una herramienta interactiva de formación y benchmarking para que los usuarios aprendan sobre seguridad de aplicaciones web de forma segura y legal.
- DotNet – Un conjunto de herramientas para segurizar los entornos .NET.

## Historia
Los líderes OWASP son responsables de tomar decisiones sobre la dirección técnica, las prioridades del proyecto, los plazos y las publicaciones. Colectivamente, los líderes OWASP pueden considerarse gestores de la Fundación OWASP, si bien el proyecto prima la compartición de conocimiento en la comunidad frente al reconocimiento individual.
OWASP comenzó en el año 2001. La Fundación OWASP, una organización sin ánimo de lucro, se creó en 2004 para apoyar los proyectos e infraestructura de OWASP.
OWASP depende para su mantenimiento de las donaciones y las cuotas de los socios, particulares y empresas.